# 朱辛庄站

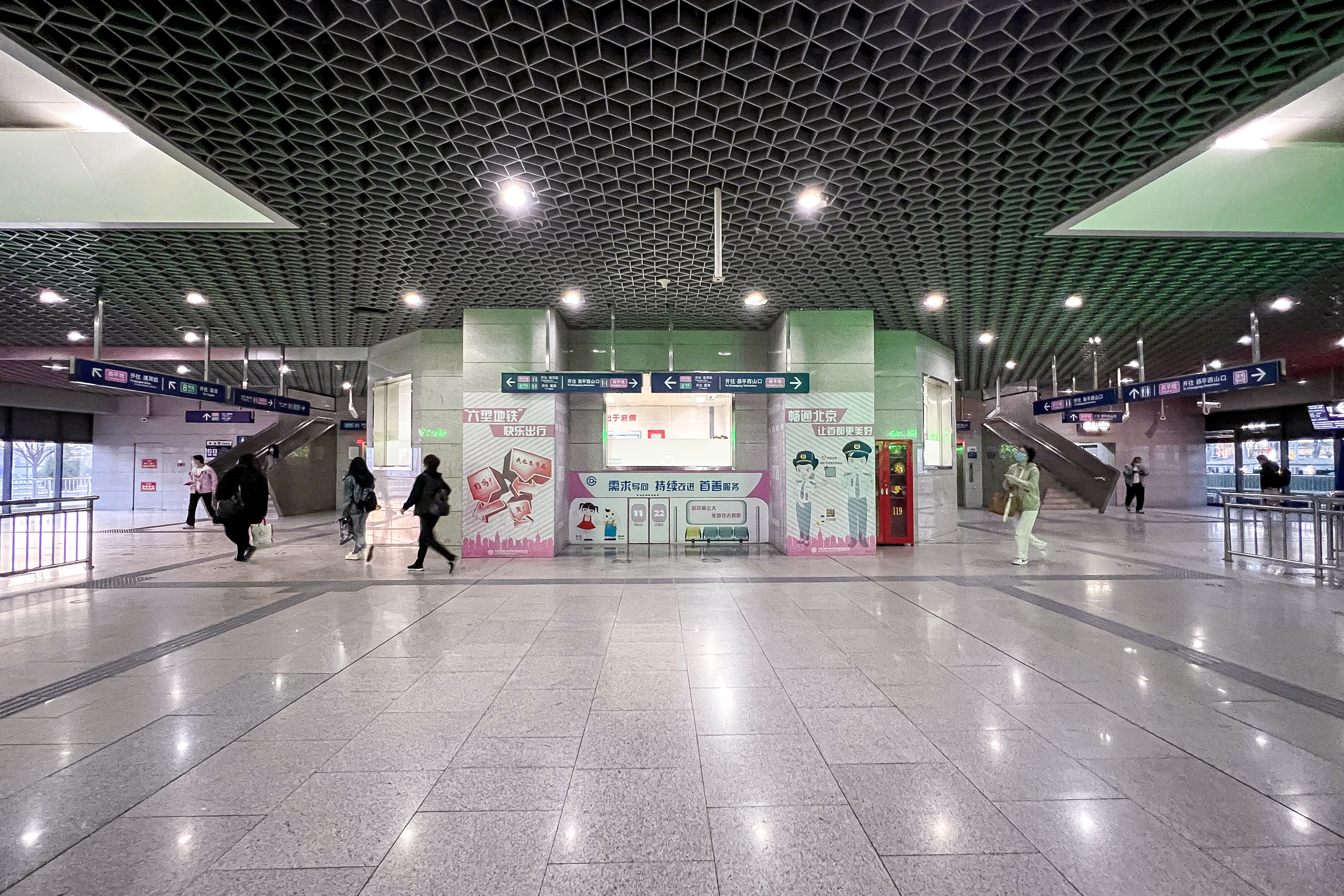
朱辛庄站站厅（2022年4月摄）

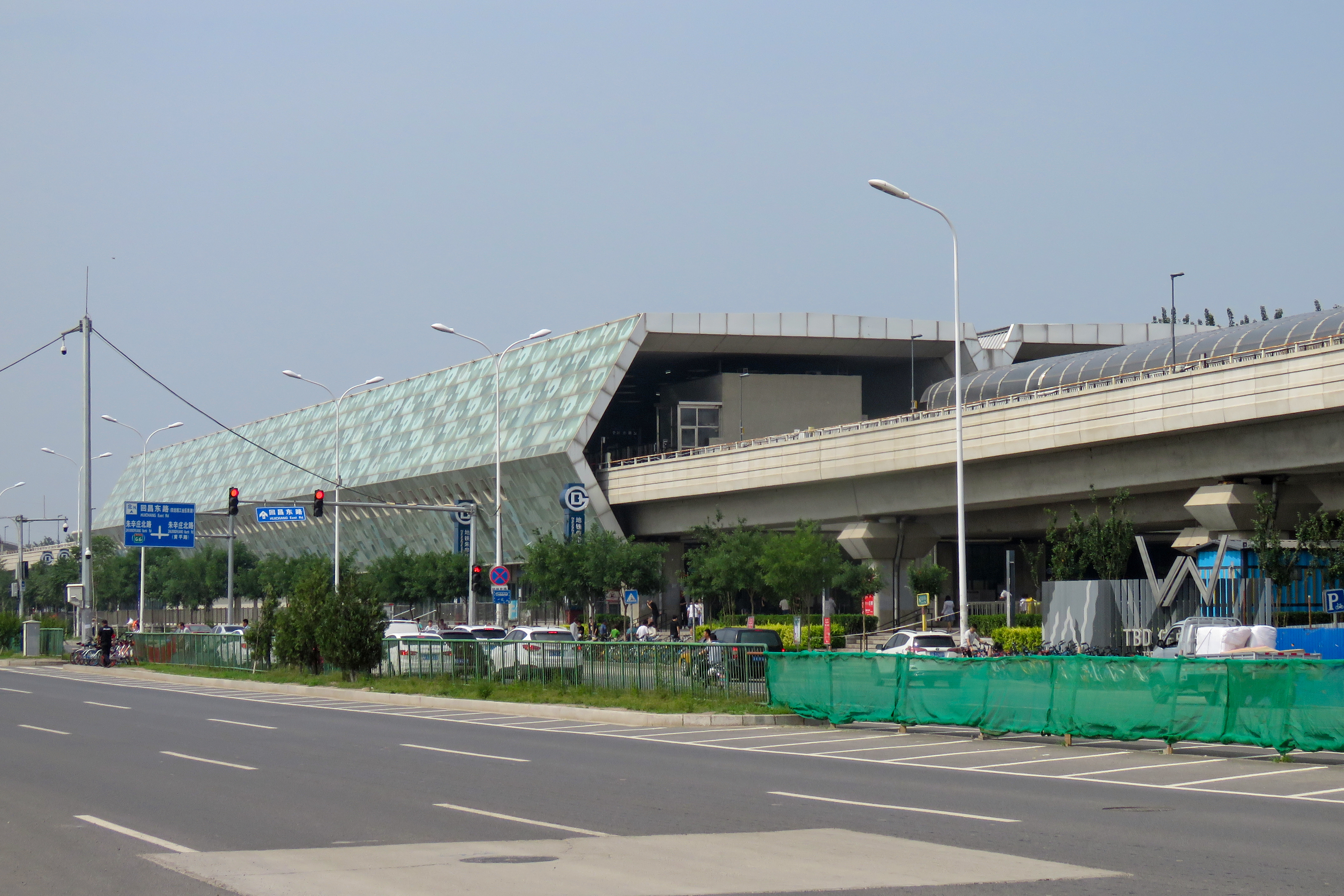
朱辛庄站外观（2019年6月摄）

朱辛庄站是一个位于中国北京市昌平区沙河地区回昌东路、朱辛庄北路交叉口，属于北京地铁昌平线和8号线的地铁换乘站，也是8号线北端的终点站。车站于2010年12月30日昌平线开通时启用。

## 概述及名称
车站位于北京市昌平区沙河地区，回昌东路与朱辛庄北路交叉口南侧，距南侧的北清路东延约700米。车站呈大致南北向布置。
关于“朱辛庄”这一地名的史料记载极少，民间传说明朝时期，嘉靖帝在拜谒皇陵途中曾路过御道旁的一个无名村，村民本姓沙，但因其姓氏与明朝皇室的朱姓存在忌讳，一名村民在被嘉靖帝询问姓氏时谎称姓朱，该村也因此被嘉靖帝赐名“朱家新庄”，此后村内的沙姓人家改姓为朱，清朝时“朱家新庄”谐音为“朱家辛庄”，后简称“朱辛庄”。

## 结构
车站为高架车站。8号线与昌平线站台位于同一层面，为双岛式站台。8号线抵达终点后可同台换乘昌平线往昌平西山口方向的列车，昌平线往蓟门桥站方向的列车可换乘8号线往瀛海站方向。每个站台中部有2组通向站厅的扶梯。
车站总长155.6米，车站主体总宽度44.8米。两座岛式站台宽度均为12.1米，有效站台长度118米。车站北侧的高架桥为北京地铁最宽的高架桥。
8号线月台南北两端均设有交叉渡线，可供列车进行站前或站后折返，月台北側設有兩條聯絡昌平線和8號線的單渡線，以及通往昌平线的停车场。

### 站台结构图

8号线瀛海方向、昌平线清河站方向站台全景

| 2层  |                                         | 昌平线 往昌平西山口 （巩华城）            |  |  |
|      | 岛式站台，8号线右侧开门、昌平线左侧开门 |                                           |  |  |
|      |                                         | 8号线终点站 下车月台                      |  |  |
|      |                                         | 8号线往瀛海（育知路）                     |  |  |
|      | 岛式站台，8号线右侧开门、昌平线左侧开门 |                                           |  |  |
|      |                                         | 昌平线 往蓟门桥 （生命科学园）            |  |  |
| 地面 | 站厅                                    | 客服中心、自动售票机、进出站闸机、 出入口 |  |  |

## 出入口
车站共有2个出入口：A口连接北站厅，B口连接南站厅。
|                               |            |                  |      |  |
|                               |            |                  |      |  |
| 编号                          | 指示       | 建议前往的目的地 | 照片 |  |
| 连通 8号线 昌平线站厅         |            |                  |      |  |
| 出口 · A · 2 · 无障碍通道标志 | 朱辛庄北路 | （仅进站）       |      |  |
| 出口 · A · 3                  | 朱辛庄北路 | （仅出站）       |      |  |
| 出口 · B · 1                  | 回昌东路   | （仅进站）       |      |  |
| 出口 · B · 2 · 无障碍通道标志 | 回昌东路   | （仅出站）       |      |  |
| 註： 設有                     |            |                  |      |  |

## 车站周边
- 朱辛庄新区
- 北京农学院